# Wesley Lautoa
Wesley Lautoa (Épernay, 25 de agosto de 1987) es un futbolista neocaledonio nacido en Francia que juega como defensor.

## Carrera
Debutó en 2005 en el RC Épernay, donde jugó hasta 2008, cuando pasó al AFC Compiègne. Jugó allí solo dos temporadas y en 2010 recaló en el CS Sedan, donde permaneció hasta que a principios de 2012 firmó con el FC Lorient. Cuando el elenco descendió a la Ligue 2 luego de la temporada 2016-17, fue transferido al Dijon.

### Selección nacional
Debido a sus compromisos con sus clubes no pudo acudir a los Juegos del Pacífico 2011 ni a la Copa de las Naciones de la OFC 2012 para representar a Nueva Caledonia. Sí que fue incluido en una lista de 30 jugadores para participar en la clasificación para la Copa Mundial de Fútbol de 2022 a pesar de llevar varios meses sin equipo.

### Clubes
| Club                 | País    | Año       |
| -------------------- | ------- | --------- |
| Racing Club Épernay  | Francia | 2005-2008 |
| A. F. C. Compiègne   | Francia | 2008-2010 |
| C. S. Sedan Ardennes | Francia | 2010-2012 |
| F. C. Lorient        | Francia | 2012-2017 |
| Dijon F. C. O.       | Francia | 2017-2021 |